# 保安语
保安语 （Bonan；国际音标：[p⁼aoˈnaŋ]，安多藏語：Dorké） 是中国保安族的语言，亦为土族所用，属于蒙古语族（Mongolic）东蒙古语支（Shirongolic），使用地区包括甘肃省临夏回族自治州的积石山保安族东乡族撒拉族自治县和青海省海东地区的循化撒拉族自治县。1985年時，8,000名使用者中約有6,000名保安族人，其他為土族人。保安語分为两种方言，分别为甘肃省所用的大河家方言（以积石山大河家镇得名），和青海省所用的同仁方言（以原保安城的同仁县得名），以同仁方言較廣受研究，各方言使用者都兼通漢語，使得保安語受到漢語與安多藏語的強烈影響，相對來說能兼通五屯話的保安語使用者較少。保安語沒有通行的書寫系統。母語使用者亦稱呼保安語為「Manegacha」或「Ñantoq」。

## 发音
保安語發音受到藏語強烈影響。輔音具有送氣對立，母語詞語中，字首複輔音與雙元音重音音節的固有音響通常較低（兩者都相當受限）。可能的字首複輔音有：[mp, nt, nt͡ɕ, ntʂ, ŋk, tʰχ, χt͡ɕ, rt͡ɕ, lt͡ɕ, ft, fk, ʂp, ʂk]。
保安語有/a/、/e/、/ə/、/i/、/ɵ/、/u/六個母音，除了/ə/之外，另外五個母音都有長母音。
|        |            | 雙脣 | 脣齒 | 齒齦 | 捲舌 | 齦顎 | 硬顎 | 軟顎 | 小舌 | 聲門 |
| ------ | ---------- | ---- | ---- | ---- | ---- | ---- | ---- | ---- | ---- | ---- |
| 塞音   | 無聲（清） | p    |      | t    |      |      |      | k    |      |      |
| 塞音   | 有聲（濁） | b    |      | d    |      |      |      | g    | ɢ    |      |
| 塞擦音 | 無聲（清） |      |      | t͡s   |      | t͡ɕ   |      |      |      |      |
| 塞擦音 | 有聲（濁） |      |      | d͡z   |      | d͡ʑ   |      |      |      |      |
| 擦音   | 無聲（清） |      | f    | s    | ʂ    | ɕ    |      |      | χ    | h    |
| 擦音   | 有聲（濁） |      |      |      |      | ʑ    |      |      |      |      |
| 鼻音   | 鼻音       | m    |      | n    |      |      |      | ŋ    |      |      |
| 近音   | 近音       |      |      | l    |      |      | j    | w    |      |      |
| 顫音   | 顫音       |      |      | r    |      |      |      |      |      |      |

## 构词
與其他蒙古语族语言相同，保安语属于黏着语。保安语名词有5种词尾：主格（Nominative）、賓-屬格（Accusative-Genitive）、與-方位格（Dative-Locative）、離格-比較格（Ablative-Comparative）與工具格（Instrumentative）。
動詞構詞法相當複雜。大致可以用後綴或助動詞分為有定式（definite）與無定式（indefinite）。現在有定式用於標記自然現象，現在無定式表示動物的習性。無定式也表示意志。未來時、進行式與完成市也具有特殊的後綴，通常用於表示否定。

## 语法
保安语基本上是主賓謂結構（SOV），但賓語常常被強調。保安語的特色之一是雙重系詞：蒙古語族是主賓謂結構（SOV），系詞通常在句尾；漢語族是主謂賓結構（SVO），系詞通常在主詞與補語之間。保安語原生的系詞遵從蒙古語族結構，位在句尾，但從漢語「是」衍生來的系詞[ʂɪ]會出現在主詞與補語之間。這個[ʂɪ]是自由添加的，用以強調。例如：
ənə（這）ʂɪ（系詞）kuŋʂə-nə（合作社-屬格）t͡ɕʰitʂə（車）o（無定系詞）
「這是合作社的車。」 (Buhe & Liu 1985: 65)
保安語的形容詞會接在修飾對象名詞的後面，在蒙古語族中是獨特的現象，該現象是受藏語影響所致。